# Maromomins
Os maromomins (também chamados de maramimis, maromumins, guaramemis, marumimis, miramomis, conforme as diversas grafias do nome encontradas em documentos antigos) foram uma nação indígena tapuia (isto é, não tupi-guarani) que habitava o interior do atual estado de São Paulo. Sua língua, diferente do tupi antigo da costa, foi aprendida pelos jesuítas, entre eles José de Anchieta, que deu início à escrita de um vocabulário dela, hoje perdido. Há notícias também de um catecismo em língua maromomim, de autoria do padre Manuel Viegas, também perdido.
Sobre os costumes dos maromomins, escreveu o jesuíta Pero Rodrigues: "Vive essa gente em uma serra, que está sobre o Rio de Janeiro e S. Vicente, em espaço de obra de duzentas léguas. E tem diferença do gentio, que vive pela costa [isto é, os tupis]. Têm uma só mulher, não comem carne humana, dormem no chão, quando muito sobre folhas de árvores, e contentam-se com terem os pés para o fogo [texto com sentido confuso] e têm muita variedade de línguas [...] O Padre Viegas, com sua santa curiosidade, chegou a tanto, que fez catecismo naquela língua dos maromomins, de que se podem ajudar os que aprendem."